# Sharon Stone

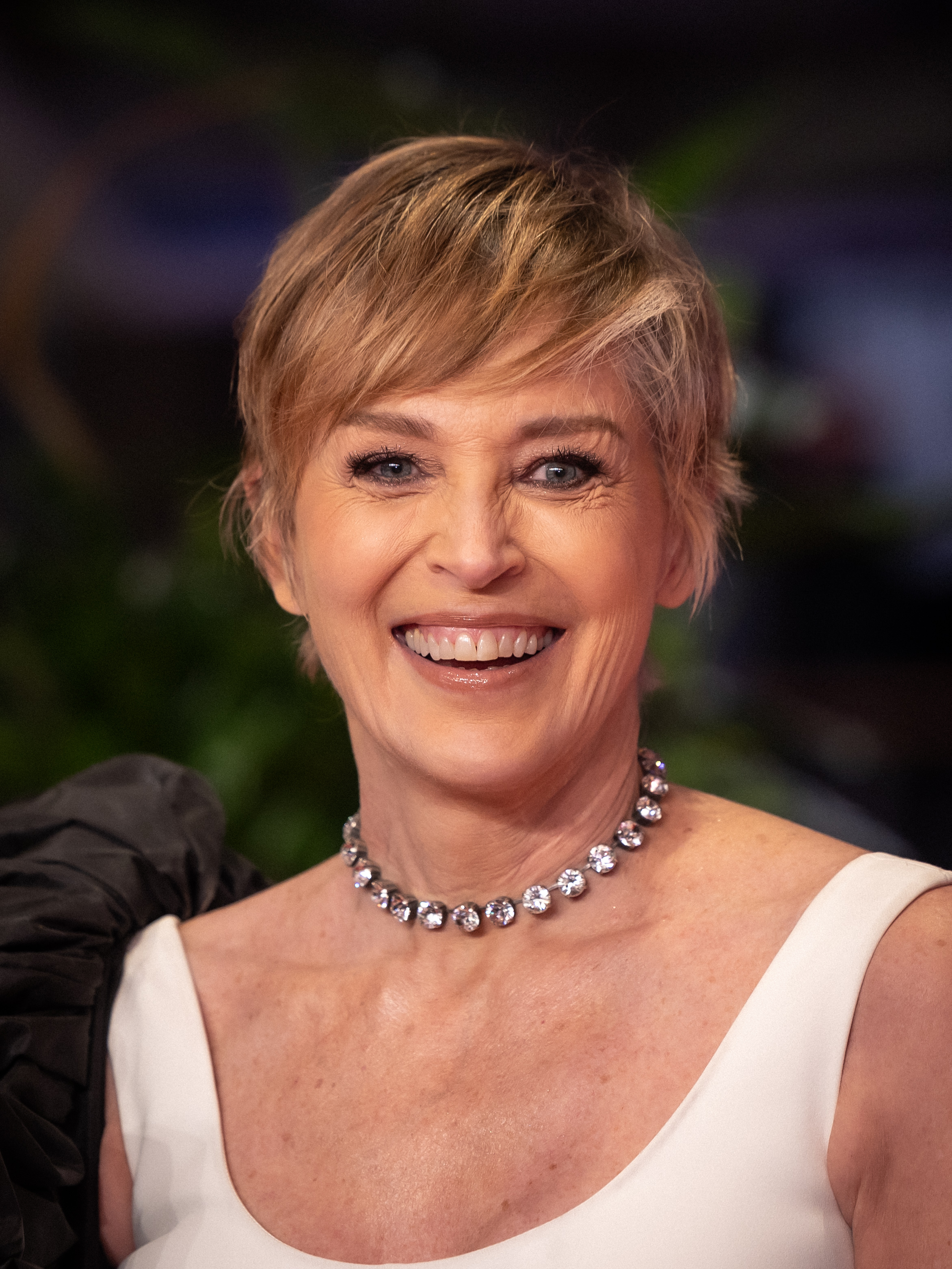
Sharon Stone auf der Berlinale 2024

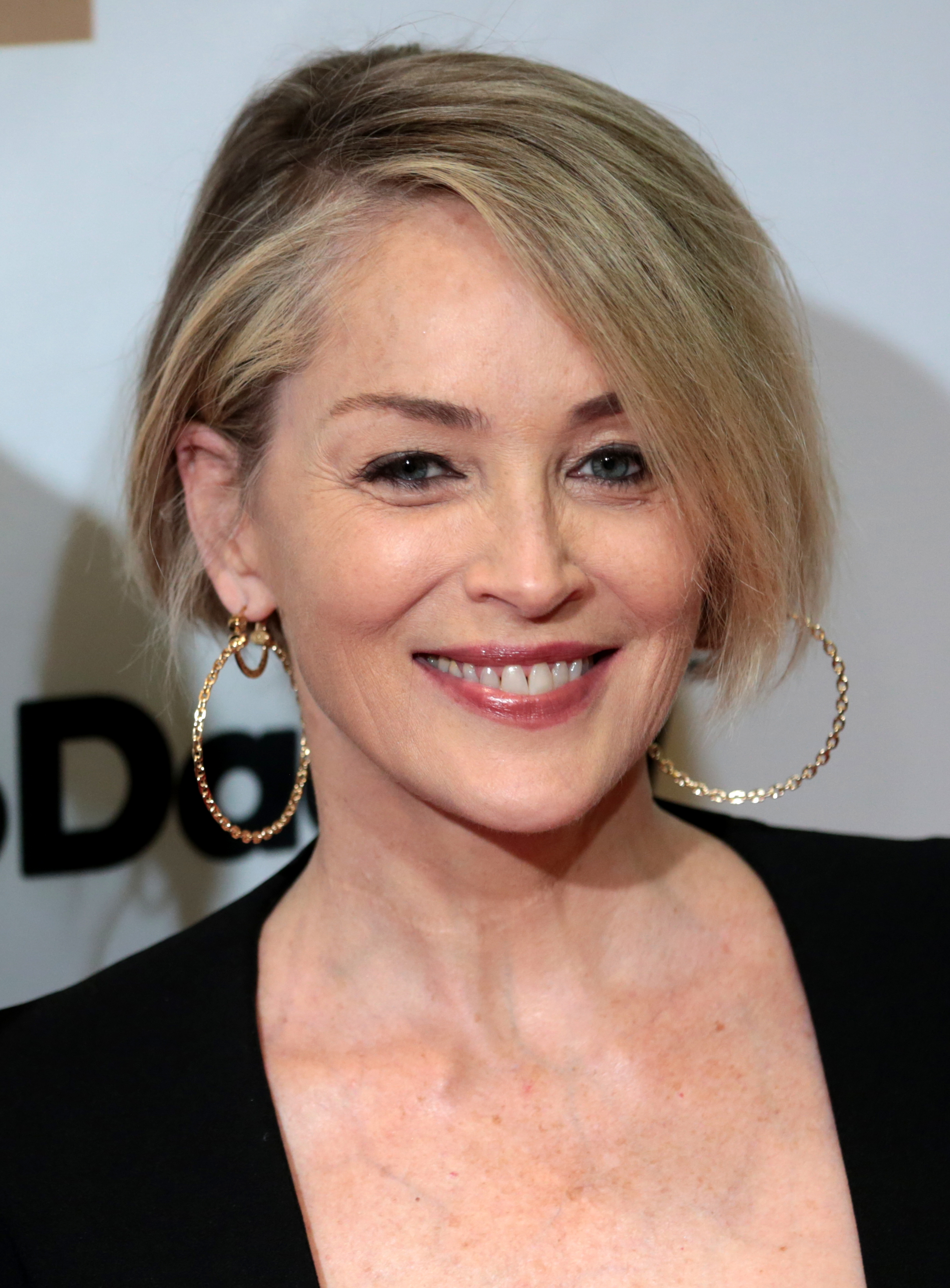
Sharon Stone, 2017

Sharon Yvonne Stone (* 10. März 1958 in Meadville, Pennsylvania) ist eine US-amerikanische Filmschauspielerin. Ihren Durchbruch als Hauptdarstellerin hatte sie 1992 in dem Erotikthriller Basic Instinct.

## Leben und Karriere

### 1980er Jahre

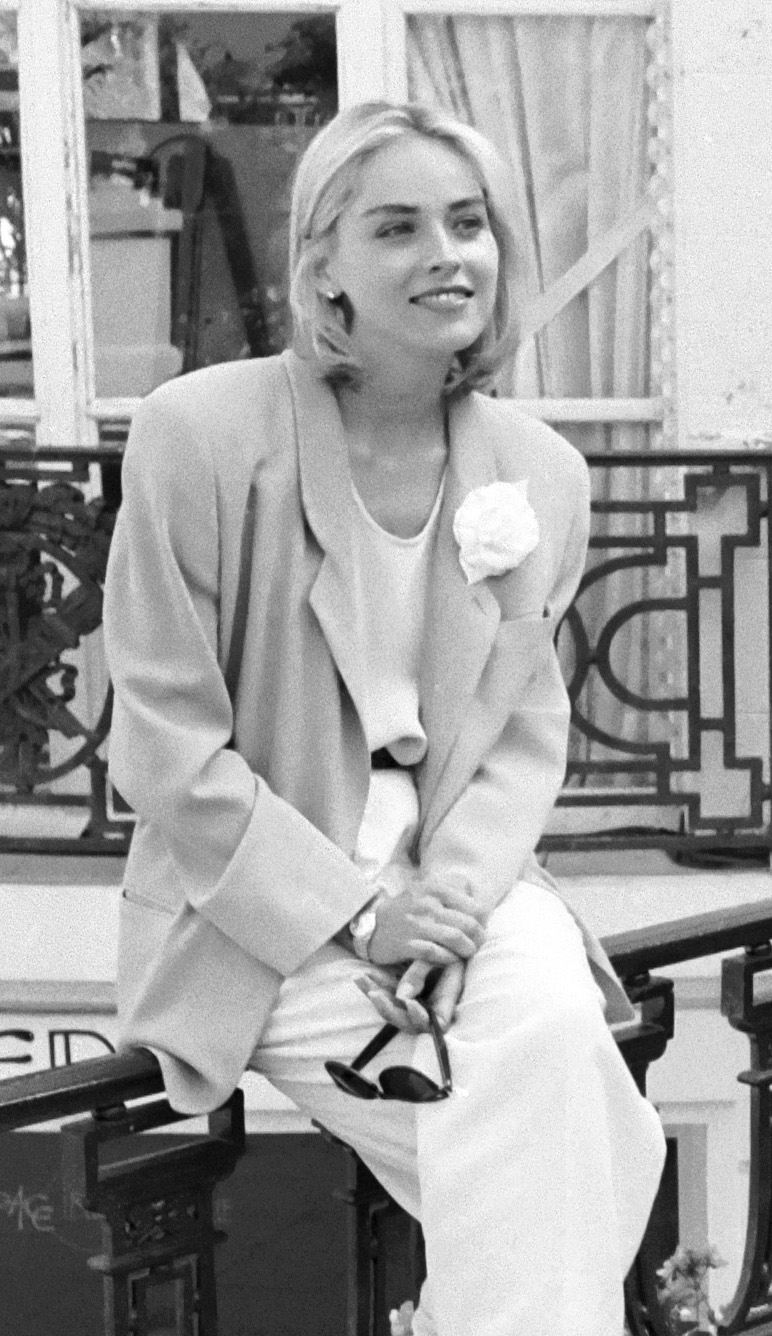
Sharon Stone beim Festival des amerikanischen Films in der französischen Küstenstadt Deauville, 1991

Die Tochter von Joseph und Dorothy Stone hat drei Geschwister: Kelly, Mike und Patrick (1965–2023). Sie verließ Meadville 1977 und ging nach New York, um als Model zu arbeiten.
Ihre Schauspielkarriere begann 1980 mit einer Rolle in Woody Allens Stardust Memories, für die sie aus mehr als 100 Bewerberinnen von Allen ausgewählt wurde. In ihrer Szene stellt sie ohne Sprechpart eine attraktive Frau dar, die den Hauptdarsteller anlächelt, und so wird sie im Filmabspann als „Pretty Girl on Train“ bezeichnet. Diese kurze Szene reichte aus, dass der für seine Horrorfilme bekannte Regisseur Wes Craven Stone für sein nächstes Filmprojekt engagierte. In Tödlicher Segen, inszeniert von Wes Craven, spielt sie eines von drei Models, die von den Mitgliedern einer fanatischen Sekte terrorisiert werden. In Deutschland kam der Film nicht in die Kinos, sondern wurde nur als Video veröffentlicht. Für Stone blieb aus diesem Filmprojekt eine langjährige Freundschaft mit Mimi Craven, der damaligen Lebenspartnerin des Regisseurs, die sie in den 90ern auch als Fotografin begleitete.
Inzwischen war Stone von New York nach Los Angeles gezogen und nahm dort, wie auch schon zur Zeit ihrer Modeltätigkeit, Schauspielunterricht. In den nächsten zwei Jahren war sie in US-TV-Produktionen zu sehen, so mit Rock Hudson in dem Film über einen Casinobesitzer Die Haie von Las Vegas. Neben der Zusammenarbeit mit dem Altstar, die in eine Freundschaft mündete und eine der Ursachen dafür ist, warum sich Stone in ihrem gesellschaftlichen Engagement besonders für AIDS-Kranke einsetzt, traf sie hier auch ihren ersten Ehemann Michael Greenburg, der diesen Film produzierte. 1984 war dann Stone zumindest in den USA auch wieder auf der Kinoleinwand zu erleben, in dem als Beziehungskomödie angelegten Triple Trouble. Die Sympathien gehören in dem Film der Kinddarstellerin Drew Barrymore, die durch ihre Rolle in E.T. – Der Außerirdische schon berühmt war. Stone spielt eine etwas dümmliche Blondine mit welcher der Filmvater des Kinderstars eine Affäre beginnt. Erstmals ist Stone in diesem Film nackt zu sehen.
Die nächsten beiden Filme führten Stone für 9 Monate nach Simbabwe, wo im Rahmen der zu diesem Zeitpunkt erfolgreichen Indiana-Jones-Filme, ein weiteres Abenteuerfilmprojekt gestartet wurde. Als Vorlage galten hierbei die Romane von Henry Rider Haggard mit der Abenteurerfigur Allan Quatermain, die von Richard Chamberlain dargestellt wurde. Stone spielt eine Archäologentochter, die sich in den Abenteurer verliebt. Aus Kostengründen wurden gleich 2 Filme gleichzeitig mit den Titeln  Quatermain – Auf der Suche nach dem Schatz der Könige  und  Quatermain II – Auf der Suche nach der geheimnisvollen Stadt  gedreht. In ihrer Autobiografie The Beauty of Living Twice berichtet Stone von schrecklichen Dreharbeiten durch das verregnete Wetter, aber auch die Atmosphäre zwischen der Filmcrew und den Einheimischen als auch innerhalb des Filmteams waren wohl alles andere als gut. An der Kinokasse wurden die Strapazen für den Film jedoch nicht belohnt. In Deutschland starteten beide Filme 1986 und erreichten mit jeweils etwas mehr als 700.000 Besuchern die Plätze 33 und 34 in der Jahresbilanz.
Zurück in den USA spielte sie eine Nebenrolle als Journalistin in der Komödie Police Academy 4 – Und jetzt geht’s rund. Danach gab sie dann oft die „Schöne an der Seite des Helden“ in Actionfilmen wie in Action Jackson in dem sie erstmals einen Filmtod erleidet und sich die Aufmerksamkeit für die weibliche Filmattraktion mit Vanity teilen muss. In Nico spielt Stone die Ehefrau des von Steven Seagal verkörperten Actionhelden, der jedoch bei seinen spektakulären Szenen öfter mit seiner, von Blaxploitation-Star Pam Grier dargestellten, Polizeikollegin zu sehen ist.
Im Jahr 1989 war Stone dann an einem europäischen Filmprojekt beteiligt, einer weiteren spanischen Verfilmung des Romans: Blutige Arena von Vicente Blasco Ibáñez mit dem Titel Blood and Sand. In dem Film über einen erfolgreichen Torero, der einer Femme fatale verfällt und dadurch Familie und Karriere verliert, zeigte sich die Amerikanerin, wie in ihrem späteren Erfolgsfilm Basic Instinct: als kühle, erotische Verführerin. Die Rolle der Verführerin in einer Hollywood-Verfilmung des Romans aus dem Jahr 1942 wird als Karrierestart von Rita Hayworth angesehen.

### 1990er Jahre
Stone war zumindest in ihrem nächsten Filmprojekt 1990 erstmals an einem Blockbuster beteiligt. Im Science-Fiction-Film Die totale Erinnerung – Total Recall spielt sie wieder die Blondine an der Seite des männlichen Helden, in diesem Fall Arnold Schwarzenegger. Der Film wurde jedoch besonders wegen den aufwendigen Spezialeffekten und der Präsenz seines Hauptdarstellers bekannt. Stone arbeitete in diesem Film erstmals mit Basic Instinct-Regisseur Paul Verhoeven zusammen.
Im Juli desselben Jahres war Stone in der USA-Ausgabe des Männermagazins Playboy zu sehen. Die Nacktaufnahmen wurde dann im August 1990 teilweise im deutschsprachigen Filmmagazin Cinema veröffentlicht. Zu den Gründen wird die Schauspielerin damit zitiert, dass sie ihre Karriere voranbringen wollte, aber auch finanzielle Aspekte eine Rolle spielten.
1991 spielt sie dann im Psychothriller Scissors eine 26 Jahre alte Jungfrau, die sich ständigen männlichen Belästigungen ausgesetzt sieht. Erstmals ist in diesem Film die Hauptrolle allein auf Stone zugeschnitten. Die Produktion erschien erst nach Basic Instinct in Deutschland als Video und wurde aus Vermarktungsgründen hier unter dem Titel Final Instinct veröffentlicht. Weiterhin ist sie in diesem Jahr als Reporterin im Film Verliebt in die Gefahr über Italiens Terrorszene in den 1970er zu sehen. In der Beziehungskomödie Na typisch! mit Elizabeth Perkins und Kevin Bacon in den Hauptrollen, gibt Stone dann wieder die blonde Unruhstifterin.
Nachdem Stone mittlerweile an 18 Filmproduktionen beteiligt war, erlangte sie 1992 durch ihre Rolle in Paul Verhoevens Erotikthriller Basic Instinct endlich die gewünschte öffentliche Aufmerksamkeit. Dabei war die Besetzung der mit allen erotischen Mitteln spielenden Femme fatale und kühlen Serienmörderin Catherine Tramell vorher bereits 12 anderen Schauspielkolleginnen wie Michelle Pfeiffer, Kim Basinger, Meg Ryan oder Ellen Barkin angeboten worden, die diese jedoch jeweils ablehnten. Der Film spielte weltweit 352 Millionen Dollar ein, wobei Stone für ihre Schauspielleistung nicht mehr als 500.000 Dollar erhielt. Im Vergleich hierzu wurde die männliche Hauptrolle mit dem zu dieser Zeit sehr populären Michael Douglas mit 14 Millionen Dollar Gage vergütet. Stone erhielt für ihre Rolle eine Nominierung für den Golden Globe, aber auch für die Goldene Himbeere. Die US-Kulturwissenschaftlerin Camille Paglia preist ihre Figur als „großartigen Vamp, wie Mona Lisa, eine Art heidnische Göttin“ („a great vamp figure, like Mona Lisa herself, like a pagan goddess“).
Anschließend war Stone dann, diesmal mit 2,5 Millionen vergütet, in einer weiteren erotischen Thriller-Rolle in Sliver zu sehen. Der Film war kommerziell nicht so erfolgreich wie Basic Instinct und erhielt auch keine guten Kritiken, spielte aber weltweit immerhin mehr als 100 Millionen Dollar ein. 1994 erfüllte sich dann für die Schauspielerin ein weiterer Wunsch, in dem sie einen Film an der Seite des von ihr sehr verehrten Sylvester Stallone spielen konnte. Der Actionfilm The Specialist konnte zwar die Kritiker nicht überzeugen und wurde auch wieder mit einigen Goldenen Himbeeren bedacht, spielte aber weltweit mehr als 170 Millionen Dollar ein. Stone erhielt für ihre Beteiligung 5 Millionen Dollar. Im selben Jahr war Stone auch zusammen mit Richard Gere im Beziehungsdrama Begegnungen – Intersection in den Kinos zu sehen. Auf eigenen Wunsch spielte sie diesmal die Ehefrau ihres Filmpartners Gere und nicht die Geliebte, die von Lolita Davidovich verkörpert wurde. Der Imagewechsel wurde vom Kinopublikum nicht besonders honoriert, der Film spielte bei Produktionskosten von 40 Millionen Dollar nur 20 Millionen Dollar ein. Seit Stone im Alter von 14 Jahren Hermann Hesses Roman Der Steppenwolf las, interessiert sie sich für buddhistische Texte. Verstärkt wurde dies später durch die Begegnung mit dem Dalai Lama, während sie mit Richard Gere den Film Begegnungen – Intersection drehte. Die von ihren Eltern vom Methodismus geprägte Schauspielern bezeichnet sich zwar weiterhin als traditionell gottgläubig, aber auch als Buddhistin.
Im Folgejahr 1995 spielte Stone dann eine Hauptrolle im Western Schneller als der Tod, bei dem sie auch als Produzentin beteiligt war. Auf Grund ihres Einflusses wurden auch Rollen mit den zu diesem Zeitpunkt noch recht unbekannten Schauspielern Leonardo DiCaprio sowie Russell Crowe besetzt, für den Neuseeländer Crowe war dies die erste größere Rolle in Hollywood. Im von Männern dominierten Western-Genre spielte Stone eine Revolverheldin, die, um den Mord an ihrem Vater zu rächen, an einem Duell-Wettbewerb teilnimmt. Von den Kritikern wurde dem Film vorgeworfen, dass er zum einen die Filmheldin als coole, weibliche Antwort auf Clint Eastwood darstellen möchte, andererseits aber auch deren Ängste und Verletzlichkeit zeigt. Dies wurde dann auch als Ursache für den finanziellen Misserfolg gesehen – von den mehr als 30 Millionen Dollar Produktionskosten konnten nur ca. 18 Millionen an den Kinokassen eingespielt werden. Andere Meinungen sehen den Grund eher in der größeren Menge von Westernproduktionen Anfang der 1990er auf Grund von einzelnen Erfolgen wie Erbarmungslos und Der mit dem Wolf tanzt, obwohl generell kein größeres Interesse an diesem Filmgenre mehr bestand.
Im selben Jahr wurde Stone von Martin Scorsese in seinem Film Casino über einen Casinobesitzer und Mafia-Mitglied im Las Vegas der 1970er Jahre die Rolle der Ehefrau des Casinobesitzers, gespielt von Robert De Niro, angeboten. Der Film orientiert sich hierbei an den Lebensgeschichten von Geri McGee und Frank Rosenthal. In diesem Zusammenhang wurde dem Regisseur vorgeworfen, dass er abweichend von den realen Personen, die im Film als alkoholsüchtige und in der Erziehung ihres Kindes überforderte Ehefrau weitaus unsympathischer darstellt, als deren Ehemann – dessen Untreue und Überwachungswut weniger im Vordergrund stehen. Für ihre Leistung wurde Stone bei den Golden Globe Awards 1996 als Beste Darstellerin ausgezeichnet und bei der Oscarverleihung 1996 war sie als Beste Hauptdarstellerin  nominiert. Ihrer Autobiographie kann man entnehmen, wie wichtig Stone die Anerkennung der Oscar-Academy durch die Nominierung war.
Für die folgenden Produktionen mit dem Psychothriller Diabolisch sowie dem Drama über die Insassin einer Todeszelle mit dem Titel Last Dance konnte Stone Millionengagen verlangen, beide Filme waren jedoch sowohl bei den Filmkritikern als auch kommerziell keine Erfolge. Der Misserfolg von letzterem Film wird auch mit dem erst ein Jahr zuvor erschienenen Film Dead Man Walking – Sein letzter Gang zur selben Thematik Todesstrafe begründet. Susan Sarandon hatte für ihre Rolle in diesem Film noch 1996 den Oscar gewonnen, in derselben Kategorie, in der auch Stone für ihre Rolle in Casino nominiert war. Für ihre Darstellung der Mutter eines jugendlichen Außenseiters in The Mighty erhielt Sharon Stone dann eine Nominierung als „Beste Nebendarstellerin“ bei den Golden Globe Awards 1999. Auch im Folgejahr war sie bei den Golden Globe Awards nominiert, für ihren Auftritt in der Komödie Die Muse über einen Drehbuchautor mit Schreibblockade.

### 2000er Jahre
Sharon Stone erlitt Ende September 2001 eine massive Hirnblutung. Neun Tage lang schwebte sie auf der Intensivstation in Lebensgefahr. Zwei Jahre brauchte sie danach, um wieder laufen, sehen, sprechen und lesen zu lernen und ins Leben zurückzufinden. Seither nahm sie meist nur Gastauftritte an.
2004 versuchte sie mit dem Film Catwoman an der Seite von Halle Berry ein Comeback. Der Film floppte bei Kritik und Publikum. Ende Dezember 2005 wirkte sie in zwei Folgen der türkischen Serie Kurtlar Vadisi (Tal der Wölfe) mit; ihre Gage spendete sie Tsunami-Opfern.
2006 kam unter dem Titel Basic Instinct – Neues Spiel für Catherine Tramell eine Fortsetzung von Basic Instinct in die Kinos. Während Stone für ihre Darstellung Lob erntete, erfüllte der Film die in ihn gesteckten kommerziellen Erwartungen nicht. Ihren zweiten Auftritt als Catherine Tramell ließ sich die Schauspielerin diesmal aber besser vergüten, mit 12 Millionen Dollar war es ihre bisher höchste Gage für einen Film.
Neben Filmen wirkte Stone als Gaststar in mehreren Serien mit: 1984 hatte sie einen Auftritt in Magnum, wo sie zu Beginn der 5. Staffel in der Doppelfolge Schwarzer Spiegel (Echos of the mind) mitspielte. 2003 war sie für drei Folgen in der Serie Practice – Die Anwälte zu sehen. 2010 gehörte sie in vier Folgen zum Ensemble von Law & Order: Special Victims Unit.
Im Jahr 2012 sollte sie unter der Regie von Tony Kaye in dem Erotic-Thriller Attachment ein weiteres Mal die Femme fatale spielen; eine Veröffentlichung des Films steht jedoch aus (Stand März 2015).
Von 1984 bis 1987 war Stone mit dem Fernsehproduzenten Michael Greenburg verheiratet. Ihre 1998 geschlossene Ehe mit dem Journalisten Phil Bronstein wurde 2004 geschieden. 2000 adoptierte das Paar einen Neugeborenen, zwei weitere männliche Neugeborene adoptierte Stone als Single 2005 und 2006.
Stone betätigt sich auch als Songwriterin. Sie schrieb beispielsweise den Text für das Stück For you des Musikprojektes Schiller.
Nach dem Erdbeben in China im Mai 2008 sagte Sharon Stone beim Filmfestival von Cannes vor Journalisten:

„Ich habe mir Gedanken darüber gemacht, wie wir mit den Olympischen Spielen umgehen sollen, denn die sind nicht nett zum Dalai Lama, der ein guter Freund von mir ist. Und dann war da dieses Erdbeben und alles andere, und da dachte ich: Ist das Karma? Wenn man nicht nett ist, passieren einem schlimme Dinge.“

Die Bemerkung löste Kritik aus. Der Verband der Filmschaffenden Hongkongs protestierte, der Kinobetreiber UME Cineplex wollte Filme mit Stone nicht mehr zeigen, und die von Christian Dior beauftragte Werbefirma ließ in China Plakate entfernen, auf denen Stone abgebildet war. Dior veröffentlichte in ihrem Namen schließlich eine Entschuldigung.

## Filmografie (Auswahl)
- 1980: Stardust Memories

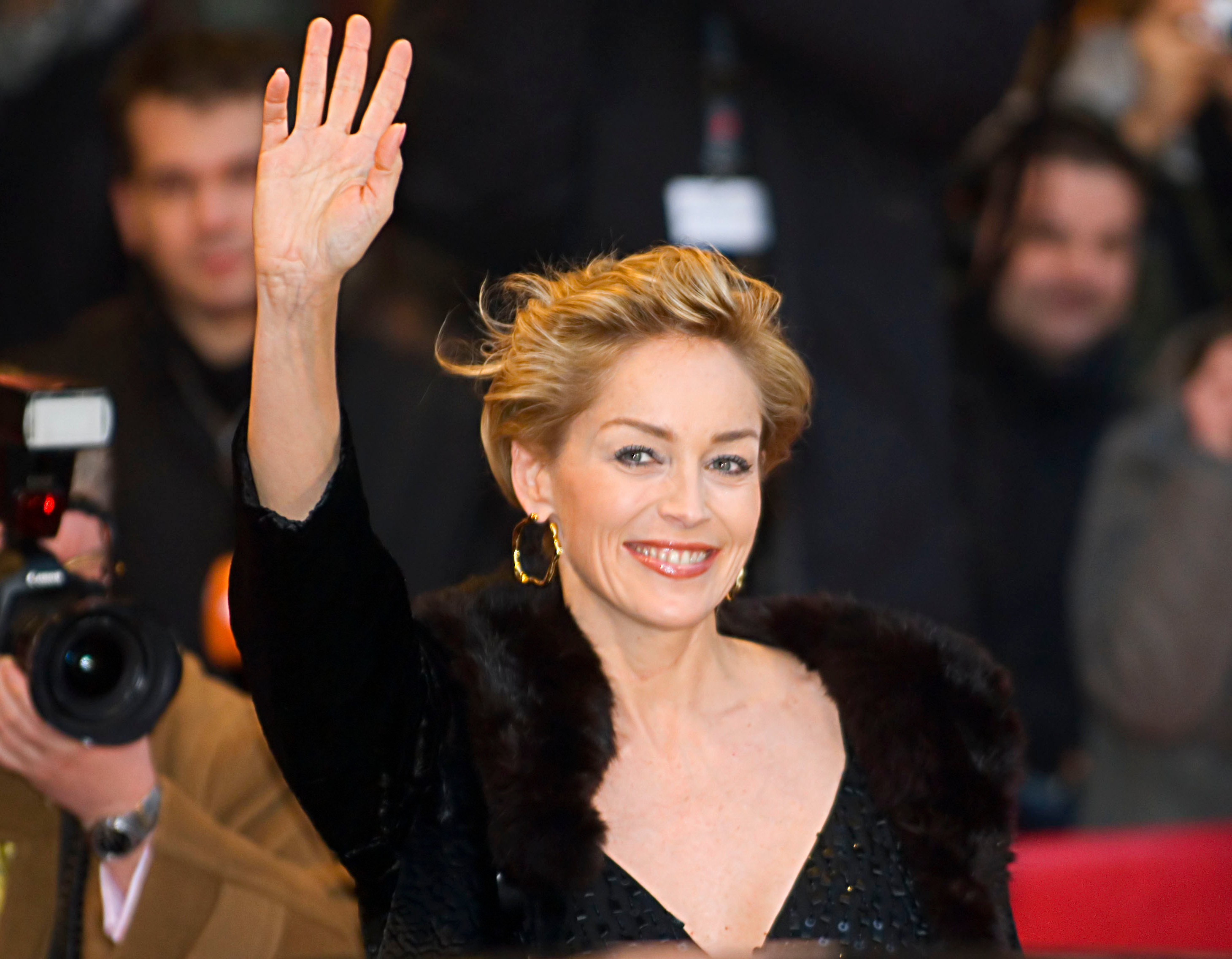
Sharon Stone bei der Premiere von When a man falls in the forest in Berlin, 2007

- 1981: Tödlicher Segen (Deadly Blessing)
- 1983: Remington Steele (Fernsehserie, Folge Phantasten und Terroristen)
- 1984: Triple Trouble (Irreconcilable Differences)
- 1984: Magnum (Magnum, p.i., Fernsehserie, Doppelfolge: Schwarzer Spiegel)
- 1984: Mike Hammer (Mickey Spillane’s Mike Hammer, Fernsehserie, Folge Spione)
- 1985: T.J. Hooker (Fernsehserie, Folge Verbrechen im Filmstudio)
- 1985: Quatermain – Auf der Suche nach dem Schatz der Könige (King Solomon’s Mines)
- 1987: Quatermain II – Auf der Suche nach der geheimnisvollen Stadt (Allan Quatermain and the Lost City of Gold)
- 1987: Police Academy 4 – Und jetzt geht’s rund (Police Academy 4: Citizens on Patrol)
- 1987: Cold Steel
- 1988: Nico (Above the law)
- 1988: Action Jackson
- 1988–1989: Feuersturm und Asche (War and Remembrance, Fernsehminiserie, acht Folgen)
- 1989: Und die Tränen vergehen im Regen (Tears in the Rain)
- 1989: Moon Trek (Beyond the Stars)
- 1990: Blood & Sand
- 1990: Die totale Erinnerung – Total Recall (Total Recall)
- 1991: Na typisch! (He Said, She Said)
- 1991: Final Instinct (Scissors)
- 1991: Verliebt in die Gefahr (Year of the Gun)
- 1991: Keiner kommt hier lebend raus (Diary of a Hitman)
- 1992: Basic Instinct
- 1992: Sleeping Dogs – Tagebuch eines Mörders (Where Sleeping Dogs Lie)
- 1993: Sliver
- 1994: The Specialist
- 1994: Begegnungen – Intersection (Intersection)
- 1995: Schneller als der Tod (The Quick and the Dead)
- 1995: Casino
- 1996: Diabolisch (Diabolique)
- 1996: Last Dance
- 1998: Sphere – Die Macht aus dem All (Sphere)
- 1998: The Mighty – Gemeinsam sind sie stark (The Mighty)
- 1999: Die Muse (The Muse)
- 1999: Gloria
- 1999: Simpatico
- 2000: Women Love Women
- 2000: Beautiful Joe
- 2000: Ich hab doch nur meine Frau zerlegt (Picking Up the Pieces)
- 2003: Cold Creek Manor – Das Haus am Fluss (Cold Creek Manor)
- 2003: Practice – Die Anwälte (The Practice, Fernsehserie, 3 Folgen)
- 2004: Catwoman
- 2004: The Third Identity – Im Bann der Macht (A Different Loyalty)
- 2005: Broken Flowers
- 2005: Tal der Wölfe (Kurtlar Vadisi, Fernsehserie)
- 2006: Basic Instinct – Neues Spiel für Catherine Tramell (Basic Instinct 2)
- 2006: Bobby
- 2006: Alpha Dog – Tödliche Freundschaften (Alpha Dog)
- 2006: Huff – Reif für die Couch (Huff, Fernsehserie, 3 Folgen)
- 2007: If I Had Known I Was a Genius
- 2007: Desires of a Housewife – Menschen am Abgrund (When a Man Falls in the Forest)
- 2008: Das Jahr, in dem wir uns kennen lernten (The Year of Getting to Know Us)
- 2008: Five Dollars a Day ($5 a Day)
- 2009: Streets of Blood
- 2010: Law & Order: Special Victims Unit (Fernsehserie, 4 Folgen)
- 2011: Largo Winch II – Die Burma Verschwörung (Largo Winch II)
- 2012: Border Run – Tödliche Grenze (The Mule)
- 2013: Lovelace
- 2013: Gods Behaving Badly
- 2013: Plötzlich Gigolo (Fading Gigolo)
- 2014: Un ragazzo d’oro
- 2015: Agent X (Fernsehserie, 10 Folgen)
- 2015: Der Sturm – Life on the Line (Life on the Line)
- 2015: Moi c’est Afflelou (Kurzfilm)
- 2016: Mothers and Daughters
- 2016: Fashion Is a Lovestory (Kurzfilm)
- 2016: Win-Win (Kurzfilm)
- 2017: Running Wild
- 2017: The Disaster Artist
- 2017: A Little Something for Your Birthday
- 2018: Mosaic (Fernsehserie, 7 Folgen)
- 2018: Happy Birthday – Ein Geburtstag zum Verlieben (All I Wish)
- 2019: Die Geldwäscherei (The Laundromat)
- 2020: The New Pope (Fernsehserie, Folge 1x05)
- 2020: Ratched (Fernsehserie)
- 2022: Beauty
- 2025: Nobody 2

## Auszeichnungen
Oscar
- 1996: Nominierung als Beste Hauptdarstellerin für Casino

Golden Globe Award
- 1993: Nominierung als Beste Hauptdarstellerin – Drama für Basic Instinct
- 1996: Beste Hauptdarstellerin – Drama für Casino
- 1999: Nominierung als Beste Nebendarstellerin für The Mighty – Gemeinsam sind sie stark
- 2000: Nominierung als Beste Hauptdarstellerin – Komödie oder Musical für Die Muse

Goldene Himbeere
- 1988: Nominierung als Schlechteste Schauspielerin für Quatermain II – Auf der Suche nach der geheimnisvollen Stadt
- 1993: Nominierung als Schlechtester Newcomer für Basic Instinct
- 1994: Nominierung als Schlechteste Schauspielerin für Sliver
- 1995: Schlechteste Schauspielerin für The Specialist und Begegnungen – Intersection
- 1995: Schlechtestes Leinwandpaar (zusammen mit Sylvester Stallone) für The Specialist
- 1997: Nominierung als Schlechtester Newcomer für Diabolisch und Last Dance
- 2000: Nominierung als Schlechteste Schauspielerin für Gloria
- 2005: Nominierung als Schlechteste Nebendarstellerin für Catwoman
- 2005: Nominierung als Schlechtestes Leinwandpaar (zusammen mit Halle Berry und Benjamin Bratt) für Catwoman
- 2007: Schlechteste Schauspielerin für Basic Instinct – Neues Spiel für Catherine Tramell
- 2007: Nominierung als Schlechtestes Leinwandpaar für Basic Instinct – Neues Spiel für Catherine Tramell

MTV Movie Award
- 1993: Beste Schauspielerin für Basic Instinct
- 1993: Begehrenswerteste Schauspielerin für Basic Instinct
- 1994: Nominierung als Begehrenswerteste Schauspielerin für Sliver

Emmy Award
- 2004: Beste Gastdarstellerin in einer Dramaserie für Practice – Die Anwälte

Zurich Film Festival
- 2021: Golden Icon Award

Women’s World Award
- 2006: World Charity Award

Sonstige
- 1995: Women in Film Crystal Awards
- 1995: Stern auf dem Walk of Fame
- 2000: Lucy Award

## Dokumentation
- Sharon Stone - Überlebensinstinkt im Showbiz. Regie: Nathalie Labarthe, ARTE F, Frankreich, 54 Minuten, 2023